# Hillert Ibbeken
Hillert Ibbeken (* 16. Februar 1935 in Berlin; † 5. Februar 2021) war ein deutscher Geologe, Hochschullehrer und Schriftsteller.

## Leben
Ibbeken studierte nach dem Abitur in Hameln von 1955 bis 1960 Geologie, Paläontologie und Mineralogie an der Freien Universität Berlin. Nach dem Diplom 1960 und der Promotion zwei Jahre darauf setzte er früher begonnene Feldstudien in Italien, besonders in Kalabrien, als DFG-Assistent mit Lehrauftrag an der Hochschule fort, an der er sich 1968 auch habilitierte und 1970 zum Professor ernannt wurde.
1970/72 war er Vorsitzender (Dekan) des Fachbereichs Geowissenschaften. 1980/81 war er Gastprofessor an der California State University Hayward, 1981/82 war er Vizepräsident der Freien Universität Berlin für Naturwissenschaften und Forschung, wobei er sich besonders für die Einrichtung der Informatik an der FU einsetzte.
Schwerpunkt seiner geologischen Arbeit war die Bilanzierung von Erosions- und Sedimentationsprozessen, nicht nur in Kalabrien, sondern auch im Death Valley in Kalifornien und in der Atacama-Wüste in Chile, zuletzt im Rahmen des DFG-Sonderforschungsbereichs 267 „Deformationsprozesse in den Anden“. Ibbeken schrieb und drehte sechs international vertriebene geowissenschaftliche 16-mm-Farbtonfilme am Filminstitut ZEAM der Freien Universität Berlin.
Nach seiner Pensionierung 1997 widmete er sich der Architekturfotografie, erstellte eine Reihe von Bildbänden und gab sie in Zusammenarbeit mit Kunsthistorikern heraus. Ab 2016 erschienen zudem mehrere belletristische bzw. essayistische Werke. Ibbeken starb im Februar 2021, wenige Tage vor seinem 86. Geburtstag.

## Schriften (Auswahl)
- Das ligurische Tongriano, eine resedimentierte Molasse des Nordapennin. (= Beih. Geol. Jb. Nr. 93). 1970.
- H. Ibbeken, R. Schleyer: Source and Sediment, a case study of provenance and mass balance at an active plate margin (Calabria, Southern Italy). Springer, Heidelberg 1991.
- M. Diepenbroek, A. Bartholomä, H. Ibbeken: How round is round? A new approach to the topic “roundness” by Fourier grain shape analysis. In: Sedimentology. 39, 3, 1992, S. 411–422.
- E. Kiefer, M. Dörr, H. Ibbeken, H.-J. Götze: Gravity-based mass balance of an alluvial fan giant: the Arcas Fan, Pampa del Tamarugal, Northern Chile. In: Rev. Geol. de Chile. 24, 1997, N. 2, S. 165–185.
- A. Bartholomä, H. Ibbeken, R. Schleyer: Modification of gravel during longshore transport (Bianco Beach, Calabria, Southern Italy). In: Journal of Sedimentary Research. 68, 1998, S. 138–147.
- H. Ibbeken: Marine Attrition (Abrasion). In: G. V. Middleton (Hrsg.): Encyclopedia of Sediments and Sedimentary Rocks. Kluwer Academic Publishers, 2003, S. 25–27.
- D. A. Warnke, H. Ibbeken: The Hanaupah-Fan shore deposit at Tule spring, Death Valley National Park, California. In: M. L. Schwartz (Hrsg.): Encyclopedia of Coastal Science. Springer, 2005, S. 775–778.

Nach der Pensionierung erstellte Bücher, Fotografie und Herausgaben
- H. Ibbeken: Die mittelalterlichen Feld- und Bruchsteinkirchen des Fläming. Berlin Verlag Arno Spitz, 1999, ISBN 3-8305-0039-4.
- H. Ibbeken, E. Blauert (Hrsg.): Karl Friedrich Schinkel, das architektonische Werk heute. Edition Axel Menges, ISBN 3-932565-21-5.
- H. J. Giersberg, H. Ibbeken: Schloss Sanssouci, die Sommerresidenz Friedrichs des Großen. Nicolai, 2004, ISBN 3-89479-140-3.
- H. Ibbeken (Hrsg.): Ludwig Persius, das architektonische Werk heute. Edition Axel Menges, 2005, ISBN 3-932565-46-0.
- H. Ibbeken (Hrsg.): Friedrich August Stüler, das architektonische Werk heute. Edition Axel Menges, 2006, ISBN 3-936681-10-4.
- H. Ibbeken: California: Impressionen aus dem amerikanischen Westen. Edition Axel Menges, 2007, ISBN 978-3-936681-11-6.
- M. Bischoff, und Ibbeken, H., Hrsg.: Schlösser der Weserrenaissance. Edition Axel Menges, 2008, ISBN 978-3-936681-23-9.
- H. Ibbeken (Hrsg.): Fossil Design, Zeichen versteinerten Lebens, Signs of petrified Life. Edition Axel Menges, 2009, ISBN 978-3-936681-24-6.
- H. Ibbeken: Das andere Italien, the other Italy. Edition Axel Menges, 2011, ISBN 978-3-936681-43-7.
- Stiftung Mecklenburg (Hrsg.), M. Bischoff, H. Ibbeken: Renaissance in Mecklenburg. BWV – Berliner Wissenschaftsverlag, 2011, ISBN 978-3-8305-1906-5.
- H. Ibbeken, K. Schoene: Preußische Gärten, Prussian Gardens. Edition Axel Menges, 2013, ISBN 978-3-936681-68-0.
- H. Ibbeken, B. Bergdoll: Karl Friedrich Schinkel, Ludwig Persius, Friedrich August Stüler, Bauten in Berlin und Potsdam. Edition Axel Menges, 2013, ISBN 978-3-936681-72-7.
- Wolfgang Zurborn (Hrsg.); H. Ibbeken (Fotografie): Revue, Schichten der Erinnerung 1954–2014. Verlag Kettler, 2014, ISBN 978-3-86206-402-1.
- H. Ibbeken: Von ungefähr... Statt einer Autobiographie. Königshausen & Neumann, Würzburg 2016, ISBN 978-3-8260-5881-3.
- H. Ibbeken: Älter werden? Neues anfangen! Erzählungen und Essays. Königshausen & Neumann, Würzburg 2018, ISBN 978-3-8260-6446-3.
- H. Ibbeken: Gesichter / Faces. Ins Englische übersetzt von Alison Kirkland. Edition Axel Menges. Stuttgart u. London 2019, ISBN 978-3-86905-019-5.
- H. Ibbeken: Alte Rosen. Texte aus der dritten Hälfte des Lebens. Königshausen & Neumann, Würzburg 2020, ISBN 978-3-8260-7008-2.